# Tjulmajaure
Tjulmajaure är en sjö i Kiruna kommun i Lappland och ingår i Torneälvens huvudavrinningsområde. Tjulmajaure ligger i Torne och Kalix älvsystem Natura 2000-område.